# Fredrika Stenhammar
Fredrika Stenhammar, née Andrée, (19 septembre 1836, Visby – 7 octobre 1880) est une soprano suédoise.

## Biographie
Stenhammar est la fille du docteur Andreas Andrée et elle est la sœur de la première organiste suédoise, Elfrida Andrée.
Elle étudie au conservatoire de Leipzig de 1851 à 1854 puis chante au Semperoper à Dresde de 1854 à 1855 et à l'Opéra royal de Stockholm de 1855 à 1857. Elle étudie le chant avec Gilbert Duprez de 1857 à 1858 et chante à l'opéra de Vienne en 1859.
Lorsqu'elle retourne en Suède, elle devient prima donna et professeur de chant. Elle est élue membre de l'Académie royale de musique de Suède en 1864. Elle a été mariée avec le chanteur d'opéra Oskar Fredrik Stenhammar (sv) (1834–1884).